# Lisors
Lisors ist eine französische Gemeinde mit 299 Einwohnern (Stand 1. Januar 2022) im Département Eure in der Region Normandie. Auf dem Gemeindegebiet steht das Kloster Mortemer, das ab 1138 erbaut und 1209 geweiht wurde.

## Geografie
Lisors liegt in Nordfrankreich in der Landschaft Vexin, 83 Kilometer nordwestlich von Paris, etwa zwölf Kilometer nordöstlich von Les Andelys, dem Sitz der Unterpräfektur des Arrondissements, und 5,2 Kilometer südwestlich von Lyons-la-Forêt, auf einer mittleren Höhe von 120 Metern über dem Meeresspiegel. Die Mairie steht auf einer Höhe von 74 Metern. Nachbargemeinden von Lisors sind Rosay-sur-Lieure im Nordwesten, Lyons-la-Forêt im Nordosten, Coudray im Südosten und Touffreville im Westen. Das Gemeindegebiet hat eine Fläche von 1075 Hektar. Die Ortschaft liegt am Fouillebroc, einem Nebenfluss der Lieure. Das Kloster steht im Weiler Mortemer nordöstlich des Ortskerns.
Die Gemeinde ist einer Klimazone des Typs Cfb (nach Köppen und Geiger) zugeordnet: Warmgemäßigtes Regenklima (C), vollfeucht (f), wärmster Monat unter 22 °C, mindestens vier Monate über 10 °C (b). Es herrscht Seeklima mit gemäßigtem Sommer.

## Geschichte
Unweit des Bahnhofs wurde am orografisch linken Ufer des Fouillebroc steinzeitliches Steingerät aus Feuerstein gefunden. Ein Tüllenbeil aus der Späten Bronzezeit (1300–800 v. Chr.) aus Lisors wird heute im Museum von Évreux ausgestellt.
Im Weiler Mortemer wurden im Jahr 1870 Sarkophage aus der Merowingerzeit (486–751) gefunden.
Der Ortsname wurde 1190 erstmals urkundlich belegt.
Für den Zeitraum von 1480 bis 1497 gibt es urkundliche Bestätigungen, dass Thomas Sureau Seigneur von Lisors und Farceaux war. Er hatte außerdem einen Sitz im Parlement der Normandie in Rouen. Sein Sohn war Hauptschreiber am Parlement, er verstarb 1514. Danach wechselte die Seigneurie mehrfach den Besitzer. Im 17. Jahrhundert gab es ein Herrenhaus in Lisors, zu dem um 1728 auch eine seigneuriale Kapelle gehörte. Um 1758 wurden das Herrenhaus und die Ländereien erneut verkauft. Der neue Besitzer ließ ein Schloss anstelle des Herrenhauses bauen. Trotz der Französischen Revolution (1789–1799) blieb das Schloss im Besitz seiner Nachkommen bis zum Ende des 19. Jahrhunderts.

## Bevölkerungsentwicklung
| Jahr                       | 1962 | 1968 | 1975 | 1982 | 1990 | 1999 | 2010 | 2019 |
| Einwohner                  | 243  | 250  | 265  | 264  | 274  | 332  | 353  | 319  |
| Quellen: Cassini und INSEE |      |      |      |      |      |      |      |      |

1793 erhielt Lisors im Zuge der Französischen Revolution den Status einer Gemeinde und 1801 durch die Verwaltungsreform in der Regierungszeit Napoleon Bonapartes (1769–1821) unter dem Namen Lizors das Recht auf kommunale Selbstverwaltung.
Am meisten Einwohner hatte die Gemeinde 1821 (586) dann nahm die Einwohnerzahl bis 1962 ab.

## Kultur und Sehenswürdigkeiten
Lisors ist mit einer Blume im Conseil national des villes et villages fleuris (Nationalrat der beblümten Städte und Dörfer) vertreten. Die „Blumen“ werden im Zuge eines regionalen Wettbewerbs verliehen, wobei maximal drei Blumen erreicht werden können. Sie werden danach auf dem Ortseingangsschild abgebildet.
Im Kloster Mortemer und an einem Oratorium am Fouillebroc sind Wallfahrtsorte der Heiligen Katharina von Alexandrien. Am 25. November werden dort noch heute Statuen der Heiligen Katharina bekränzt.
Schutzpatron der Kirche Saint-Martin ist der Heilige Martin von Tours. Die Kirche wurde im 11. Jahrhundert erbaut, es sind aber nur noch wenige Spuren des ursprünglichen Gebäudes erhalten. Das Kirchenschiff wurde 1492 erneuert. Der Kirchturm und die Sakristei wurden im 19. Jahrhundert restauriert. Im Ancien Régime hatte der Seigneur der Ortschaft das Kirchenpatronat inne. 1935 wurde die Kirche als Site Inscrit denkmalgeschützt.
Eine Statue der Jungfrau mit dem Kinde, die um 1340 gefertigt wurde, ist künstlerisch besonders hochwertig. Die Statue ging während der Revolutionszeit verloren und wurde 1936 unter den Fundamenten des alten Pfarrhauses wiederentdeckt. Sie wurde noch 1936 als Monument historique denkmalgeschützt.
Der reich verzierte Beichtstuhl der Kirche stammt aus dem Kloster Mortemer und wurde im 18. Jahrhundert gefertigt. Er besteht aus Eichenholz.
In der Kirche befindet sich außerdem eine Statue des lokalen Heiligen Chaud aus dem 15. Jahrhundert, die früher auf einem ihm geweihten Seitenaltar stand. Auf der Vorderseite der Statue steht Saint Chaud auf der Rückseite Saint Canoald. Früher war es Brauch, an der Statue zu kratzen und den so erhaltenen Staub mit einem Getränk oder Babynahrung vermischt, Säuglingen zu verabreichen, die an Koliken litten.

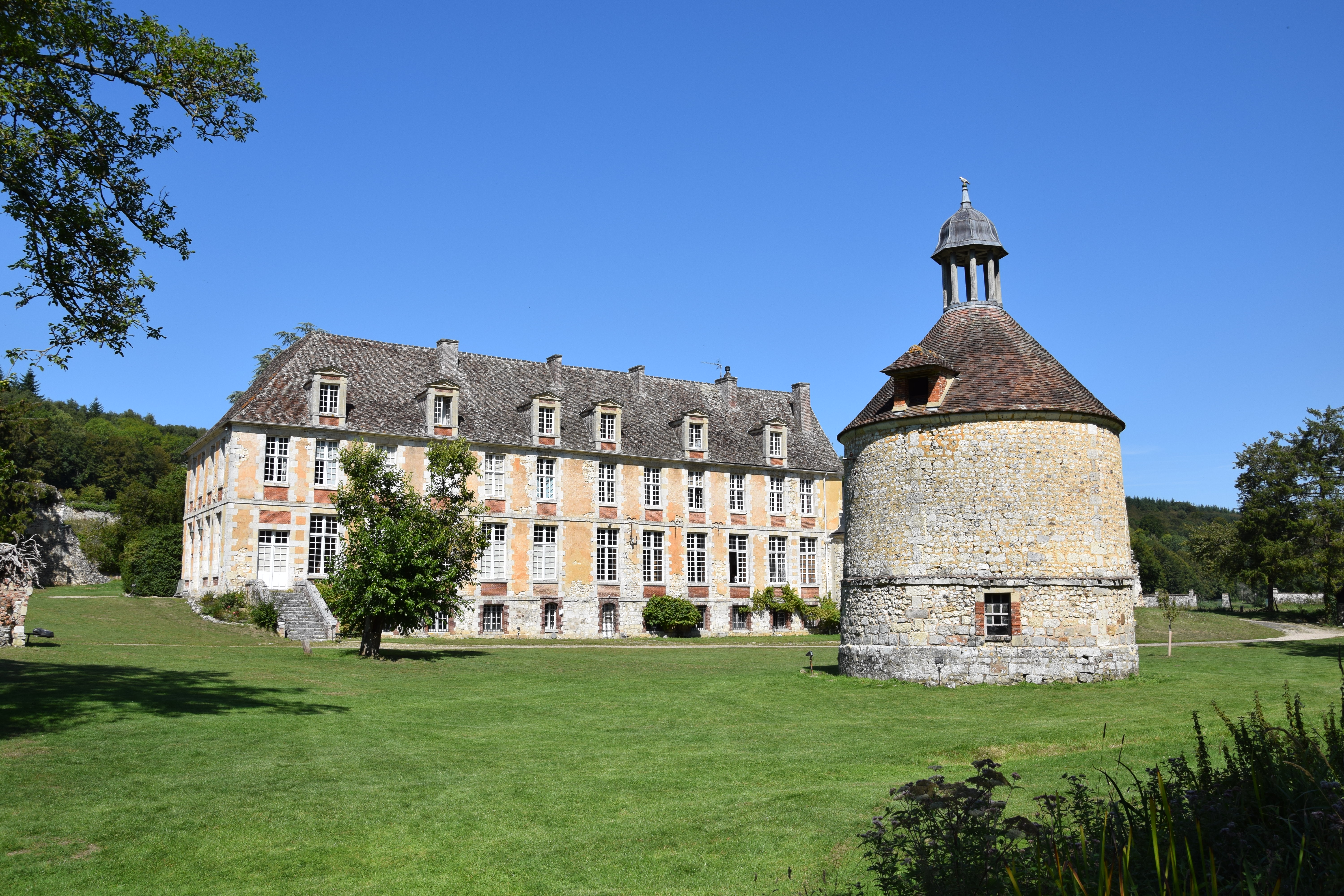
Erhaltene Teile des Klosters Mortemer
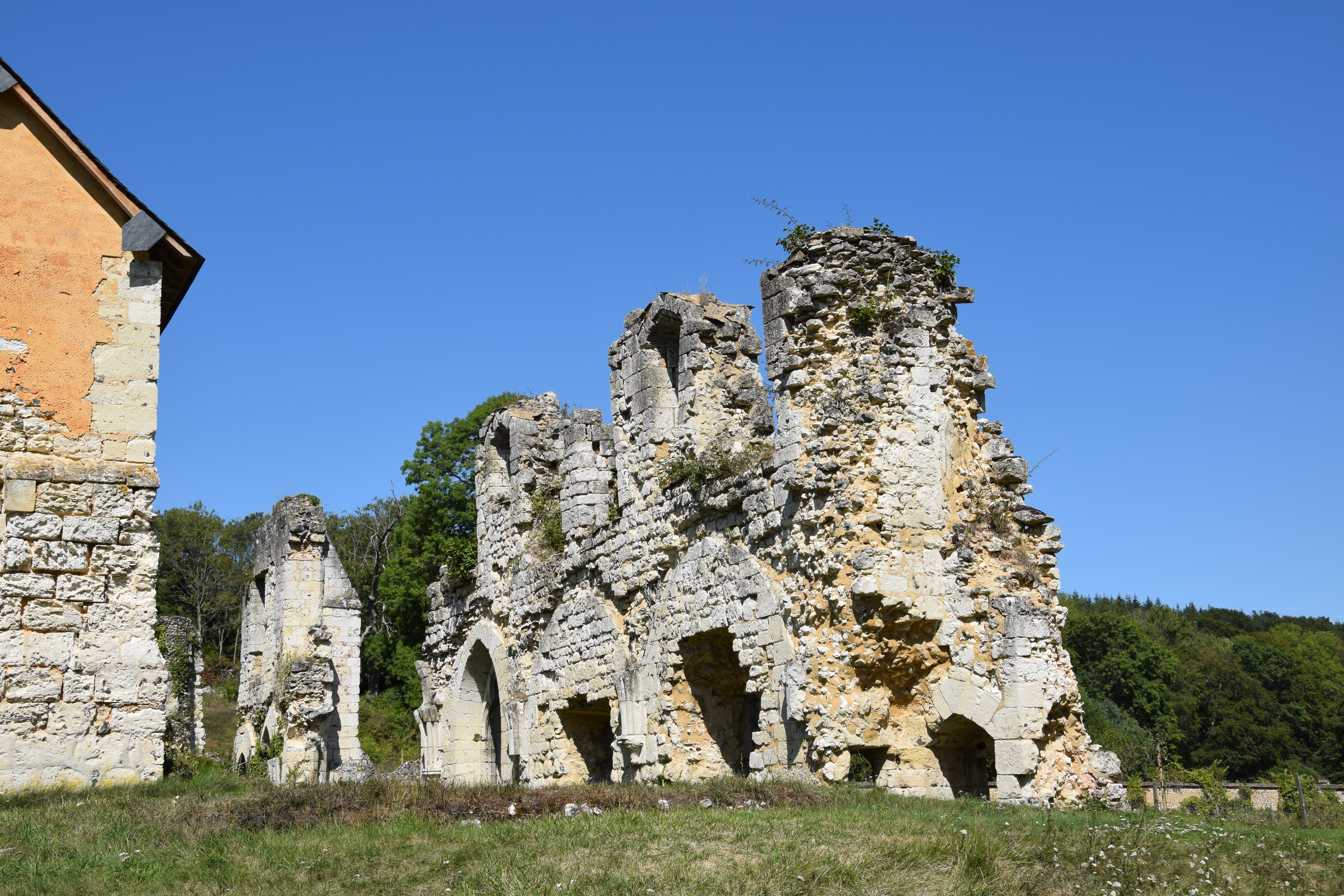
Zerstörte Teile des Klosters Mortemer
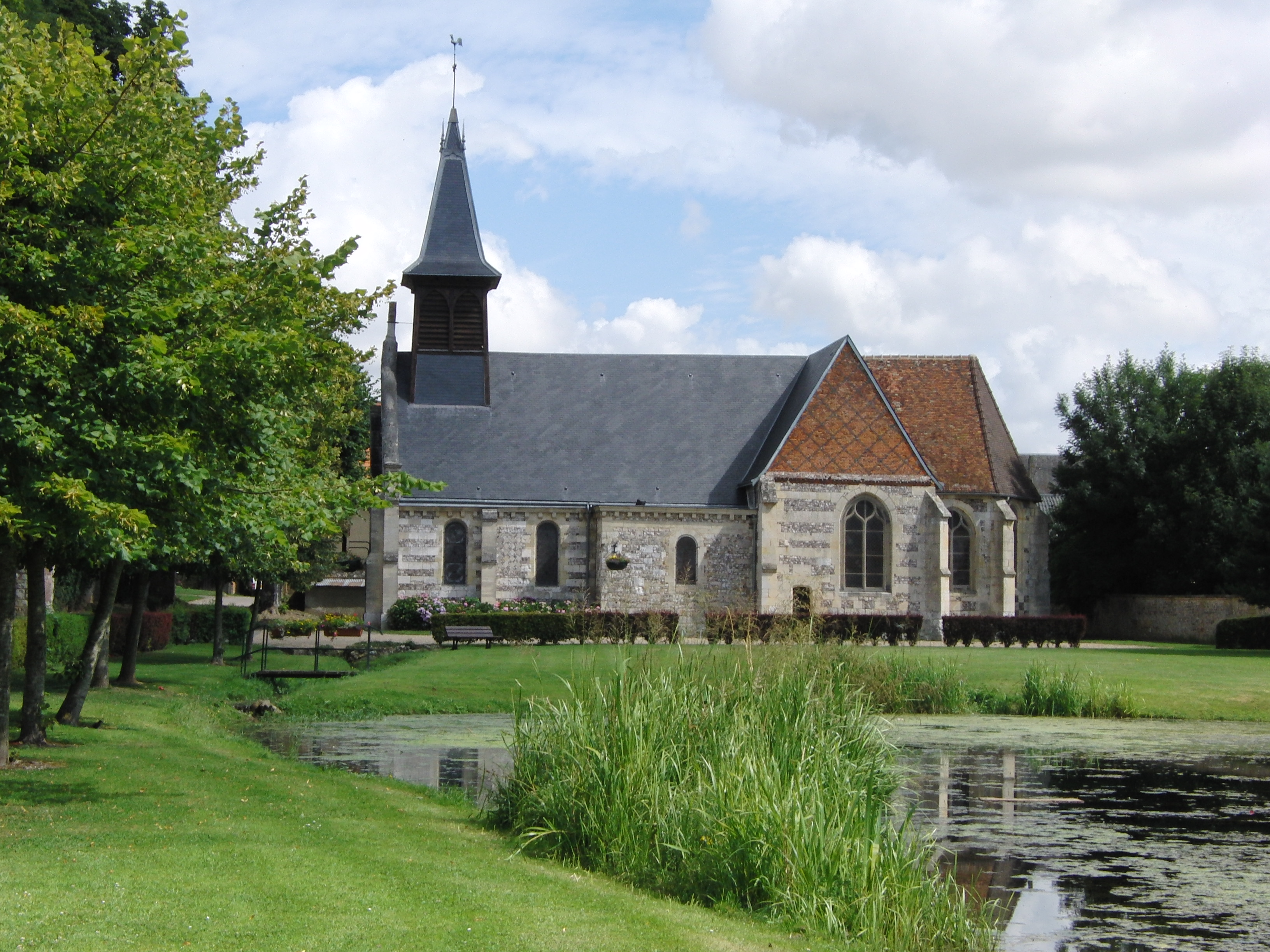
Kirche Saint-Martin
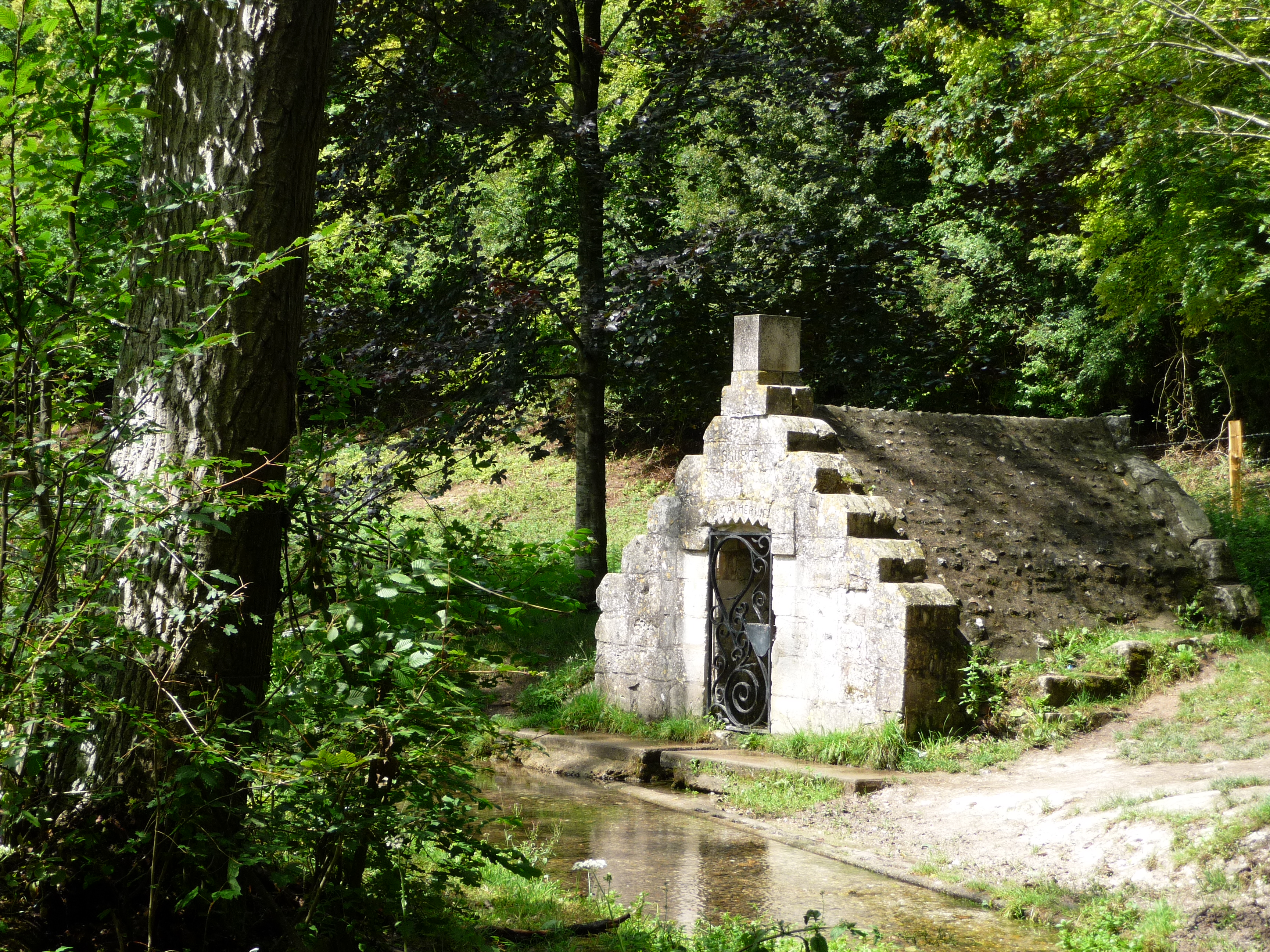
Brunnen und Kapelle Sainte-Catherine
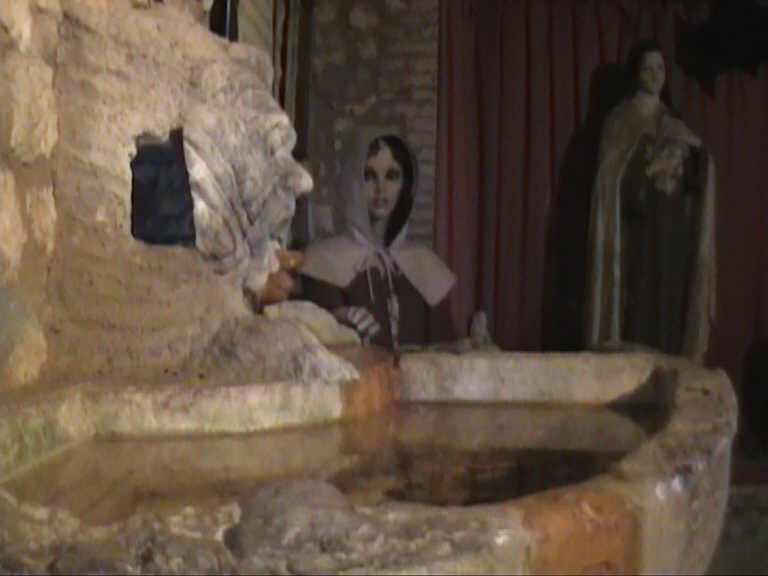
Brunnen der Heiligen Katharina im Kloster Mortemer
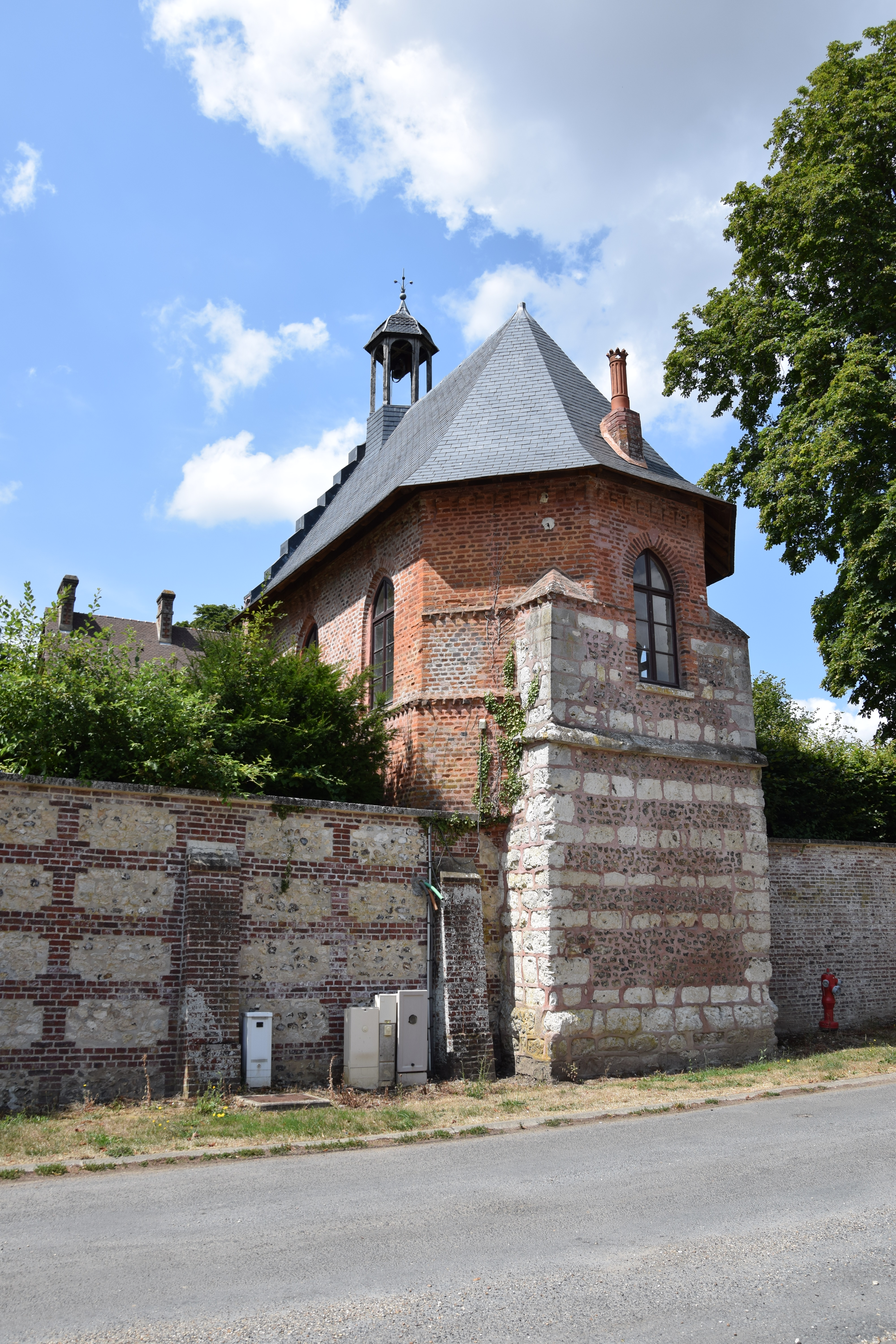
Schlosskapelle
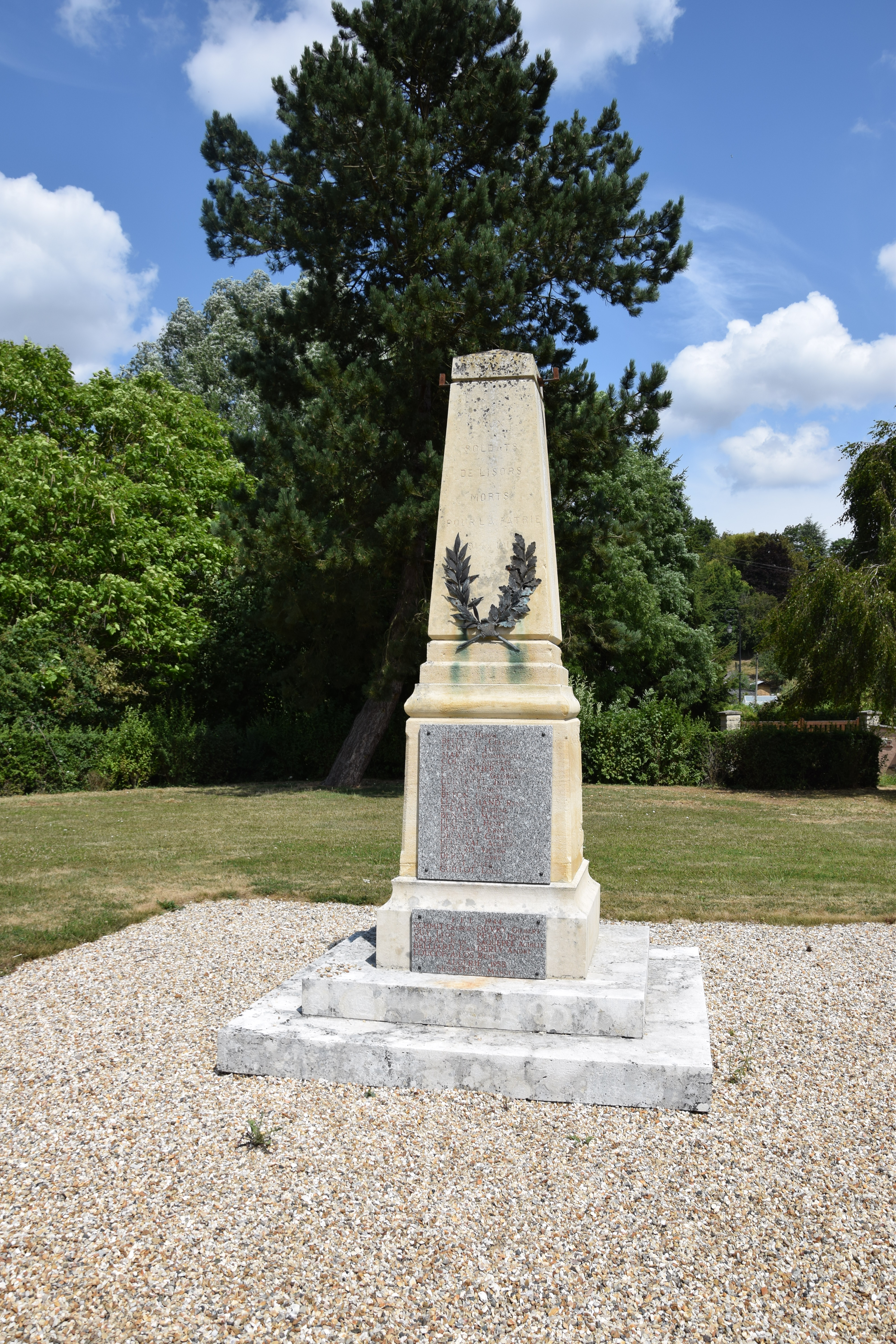
Gefallenendenkmal
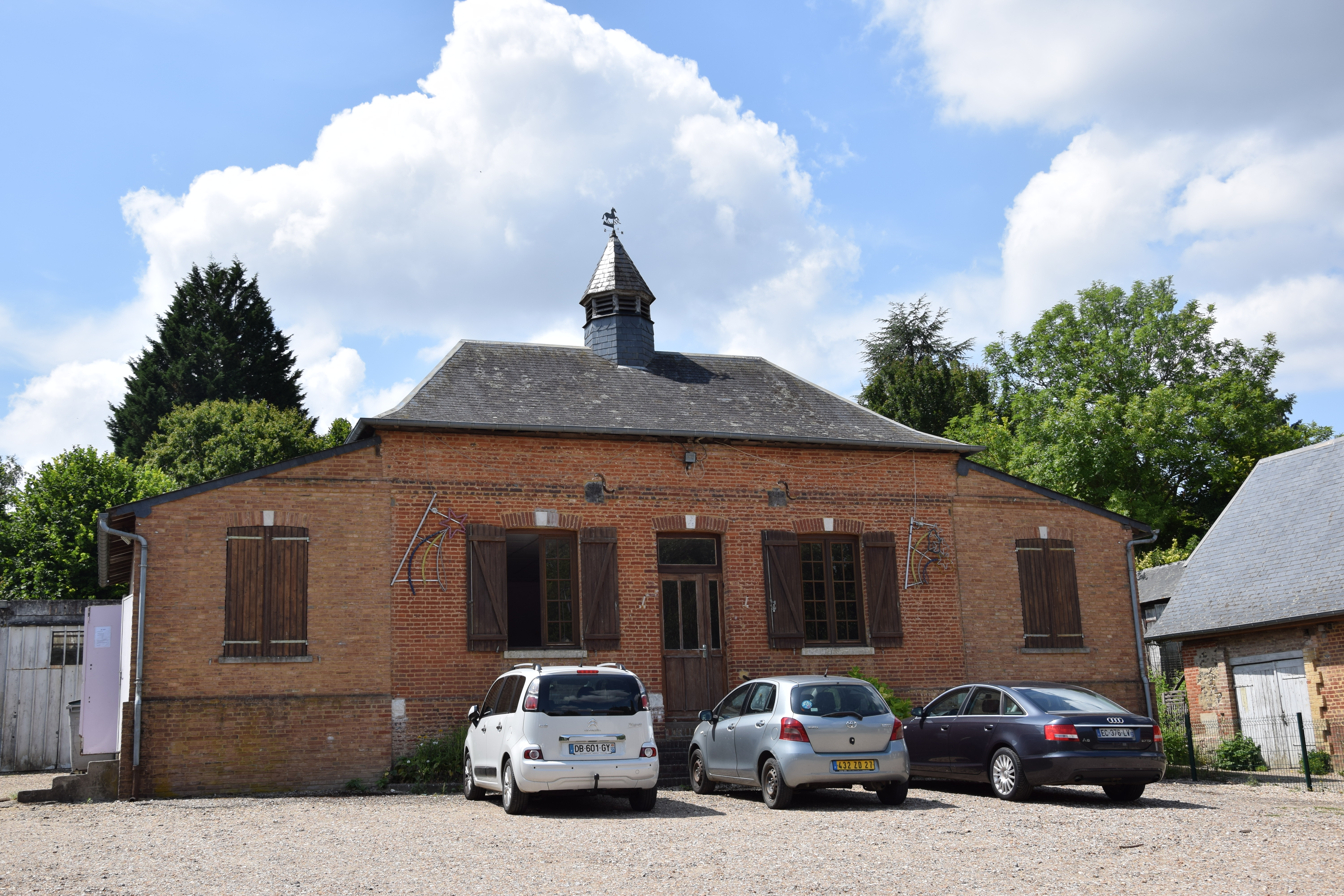
Festhalle

## Wirtschaft und Infrastruktur
Im Jahr 2009 waren 9,1 Prozent der Erwerbstätigen in der Gemeinde beschäftigt, die anderen waren Pendler. 14,5 Prozent der Arbeitnehmer waren arbeitslos.
Es gibt eine öffentliche Grundschule und eine Fleischerei in Lisors. Der nächstgelegene Bahnhof steht 19,7 Kilometer entfernt in Val-de-Reuil. Der nächste Flughafen ist der 21,7 Kilometer entfernt liegende Flughafen Rouen.
Auf dem Gemeindegebiet gelten geschützte geographische Angaben (IGP) für Schweinefleisch (Porc de Normandie), Geflügel (Volailles de Normandie) und Cidre (Cidre de Normandie und Cidre normand).